# Gerhard Kurtze
Gerhard Kurtze (geboren 21. Juli 1932 in Hamburg; gestorben 24. Oktober 2012 ebenda) war ein deutscher Buchhändler und Vorsteher des Börsenvereins des deutschen Buchhandels.

## Leben
Der Buchhändler Kurtze arbeitete beim Hamburger Grossisten Wegner/Koehler & Volckmar und stieg dort zum geschäftsführender Gesellschafter auf. Seit 1961 war er ehrenamtlich im Börsenverein des deutschen Buchhandels engagiert, unter anderem als Vorsitzender des Ausschusses für den Zwischenbuchhandel von 1970 bis 1976 und im Stiftungsrat des Friedenspreises des deutschen Buchhandels von 1986 bis 1998. Seit 1970 war er außerdem Vorstandsmitglied des Börsenvereins, zunächst bis 1976 und dann wieder von 1979 bis 1998. Von 1992 bis 1998 war er dessen Vorsteher. Im Jahr 2000 erhielt er vom Börsenverein die Ehrenmitgliedschaft.
Für sein internationales Engagement wurde er 1983 in Israel als erster Deutscher mit der Auszeichnung "Friend of Jerusalem" geehrt, 2003 erhielt er das Große Bundesverdienstkreuz. Auch die Bücherstädte Leipzig und Frankfurt am Main zeichneten ihn aus, so erhielt er 1996 die Ehrenplakette der Stadt Frankfurt am Main, und die Universität Leipzig verlieh ihm den Ehrendoktortitel.
In seiner Freizeit war Kurtze Reitsportler im Hamburger Schleppjagd-Verein.

## Schriften (Auswahl)
- Wider Reden : Worte gegen Gewalt : Friedenspreisträger des Deutschen Buchhandels 1950–1992. Vorw. Gerhard Kurtze. – Frankfurt am Main, 1993
- Das Branchenrationalisierungsmodell aus der Sicht eines Zwischenbuchhändlers. in: Rentabilität, Strukturwandel, Audiovision im Buchhandel, 1971, S. 21–22
- Mitherausgeber: Pferdesport : Geschichte des Reitsports, Dressur, Springreiten, Military. Zürich : Neue Schweizer Bibliothek, 1977